# 서울특별시경찰청

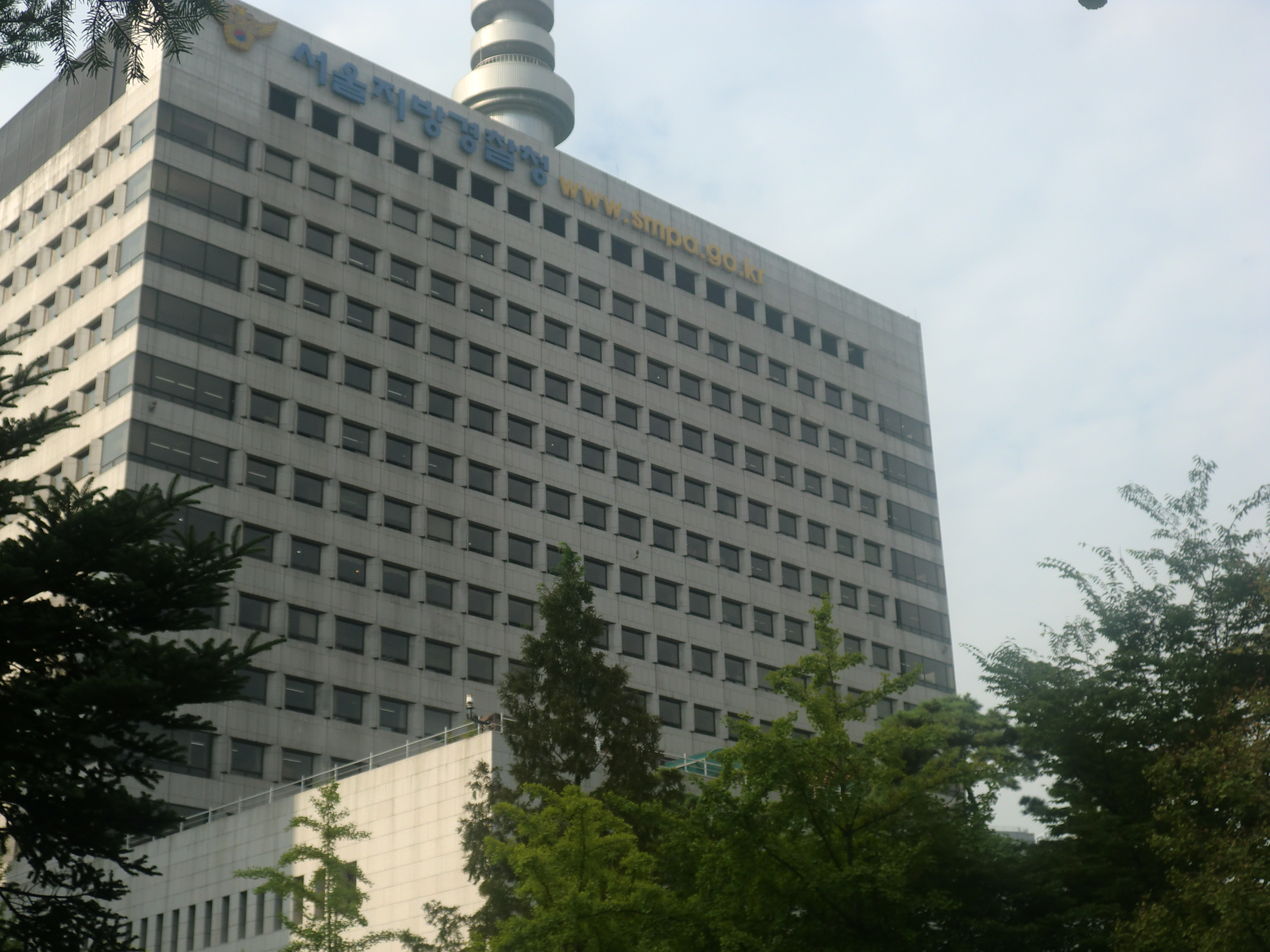
서울경찰청 청사

서울특별시경찰청(서울特別市警察廳, Seoul Metropolitan Police Agency)은 서울특별시의 치안에 관한 사무를 관장하는 기관으로, 약칭은 서울경찰청이다. 
치안정감을 청장으로 보하며, 이는 치안총감(경찰청장) 다음으로 높은 계급이다(군대의 군단급에 해당).
군사 계급으로 친다면 중장하고 동급이며, 대통령의 경호를 책임지는 22경찰경호대가 있다.

## 역사
- 1945년 10월 21일 : 국립경찰 창설 (당시 10경찰서 - 본정, 종로, 서대문, 동대문, 용산, 마포, 영등포, 성북, 성동, 창덕궁), 초대 수도경찰청장에 장택상 임명
- 1946년 9월 17일 : 수도관구 경찰청 창설
- 1948년 9월 3일 : 서울특별시 경찰국으로 개칭
- 1949년 7월 31일 : 시경국장은 부시장의 예하가 됨
- 1991년 8월 1일 : 서울특별시지방경찰청(서울지방경찰청) 발족
- 2021년 1월 1일 : 자치경찰제[3] 도입에 따라 서울특별시경찰청으로 변경

## 역점시책
1. 현장중심의 치안정책 전개
2. 범죄와 사고로부터 시민생활 안전보장
3. 공정한 수사와 사회적약자보호로 인권경찰상 확립
4. 무한봉사로 시민을 감동시키는 치안서비스제공
5. 직무만족도 제고를 통한 조직화합 및 단결

## 조직
| 청장 - 청문감사담당관 - 홍보담당관 - 112치안종합상황실장 | 공공안전차장 - 경무부 - 경무기획과 - 인사교육과 - 정보화장비과 - 경비부 - 경비과 - 테러대응과 - 공공안녕정보외사부 - 정보상황과 - 정보분석과 - 외사과 | 수사차장 - 수사심사담당관 - 수사부 - 수사과 - 형사과 - 사이버안전과 - 과학수사과 - 반부패·공공범죄수사대 - 금융범죄수사대 - 강력범죄수사대 - 마약범죄수사대 - 안보수사부 - 안보수사지원과 - 안보수사과 | 자치경찰차장 - 생활안전부 - 생활안전과 - 생활질서과 - 여성청소년과 - 지하철경찰대 - 교통지도부 - 교통관리과 - 교통안전과 |

### 직속기관
이하의 기관은 공공안전차장 소속이다.
| - 경찰특공대(서초구) - 김포공항경찰대(강서구) - 국회경비대(영등포구) | - 제1기동단(중구) - 제2기동단(동대문구) - 제3기동단(송파구) | - 제4기동단(양천구) - 제5기동단(중구) - 101경비단(종로구) | - 202경비대(종로구) - 22경찰경호대 |

## 경찰서
2006년 3월에 경찰서 관할구역 및 명칭 변경이 시행됨에 따라 소속 경찰서는 다음과 같다.
| - 강남 - 강남 - 수서 | - 서초 - 방배 - 서초 | - 성북 - 성북 - 종암 | - 은평 - 서부 - 은평 | - 종로 - 종로(종로) - 혜화(종로) | - 중 - 남대문 - 중부 |

| - 강동 - 강북 - 강서 - 관악 | - 광진 - 구로 - 금천 - 노원 | - 도봉 - 동대문 - 동작 | - 마포 - 서대문 - 성동 - 송파 | - 양천 - 영등포 - 용산 - 중랑 |  |

## 역대 국장, 청장
| 대수 | 이름                                  | 임기                               | 비고                                  |
| ---- | ------------------------------------- | ---------------------------------- | ------------------------------------- |
| 초대 | 모리스 A. 스털링(Maurice A. Sterling) | 1945년 9월 2일 ~ 1946년 9월 2일    | 미군정 수도경찰국장                   |
| 2대  | 장택상                                | 1946년 9월 17일 ~ 1948년 8월 4일   | 수도관구경찰청장, 경기도경찰부장 겸임 |
| 1대  | 김태선                                | 1948년 9월 3일 ~ 1950년 8월 11일   | 서울시 경찰국장                       |
| 2대  | 이익흥                                | 1950년 8월 11일 ~ 1951년 6월 24일  | 서울시 경찰국장                       |
| 3대  | 윤우경                                | 1951년 6월 24일 ~ 1952년 5월 25일  | 서울시 경찰국장                       |
| 4대  | 윤명운                                | 1952년 9월 8일 ~ 1953년 10월 5일   | 서울시 경찰국장                       |
| 5대  | 윤기병                                | 1953년 10월 6일 ~ 1955년 4월 27일  | 서울시 경찰국장                       |
| 6대  | 변종헌                                | 1955년 4월 27일 ~ 1956년 5월 26일  | 서울시 경찰국장                       |
| 7대  | 박병배                                | 1956년 5월 26일 ~ 1956년 8월 19일  | 서울시 경찰국장                       |
| 8대  | 서정학                                | 1956년 8월 19일 ~ 1957년 3월 11일  | 서울시 경찰국장                       |
| 9대  | 길경복                                | 1957년 3월 11일 ~ 1957년 7월 8일   | 서울시 경찰국장                       |
| 10대 | 최치환                                | 1957년 7월 8일 ~ 1958년 9월 1일    | 서울시 경찰국장                       |
| 11대 | 이성우                                | 1958년 9월 1일 ~ 1958년 10월 29일  | 서울시 경찰국장                       |
| 12대 | 이강학                                | 1958년 10월 30일 ~ 1959년 3월 27일 | 서울시 경찰국장                       |
| 13대 | 유충렬                                | 1959년 3월 27일 ~ 1960년 5월 3일   | 서울시 경찰국장                       |
| 14대 | 정태섭                                | 1960년 5월 6일 ~ 1960년 11월 22일  | 서울시 경찰국장                       |
| 15대 | 이귀영                                | 1960년 11월 22일 ~ 1961년 5월 16일 | 서울시 경찰국장                       |
| 16대 | 이광선                                | 1961년 5월 16일 ~ 1961년 8월 21일  | 서울시 경찰국장                       |
| 17대 | 정우식                                | 1961년 8월 26일 ~ 1964년 6월 18일  | 서울시 경찰국장                       |
| 18대 | 박영수                                | 1964년 6월 18일 ~ 1964년 7월 8일   | 서울시 경찰국장                       |
| 19대 | 구자춘                                | 1964년 7월 8일 ~ 1966년 5월 1일    | 서울시 경찰국장                       |
| 20대 | 채원식                                | 1966년 5월 3일 ~ 1967년 10월 10일  | 서울시 경찰국장                       |
| 21대 | 안명수                                | 1967년 10월 10일 ~ 1968년 2월 23일 | 서울시 경찰국장                       |
| 22대 | 최두열                                | 1968년 2월 23일 ~ 1969년 4월 15일  | 서울시 경찰국장                       |
| 23대 | 정상천                                | 1969년 4월 15일 ~ 1970년 3월 6일   | 서울시 경찰국장                       |
| 24대 | 장동식                                | 1970년 3월 6일 ~ 1971년 6월 12일   | 서울시 경찰국장                       |
| 25대 | 최정환                                | 1971년 6월 12일 ~ 1971년 12월 13일 | 서울시 경찰국장                       |
| 26대 | 이건개                                | 1971년 12월 13일 ~ 1973년 1월 16일 | 서울시 경찰국장                       |
| 27대 | 고동철                                | 1973년 1월 16일 ~ 1974년 8월 22일  | 서울시 경찰국장                       |
| 28대 | 이종학                                | 1974년 8월 22일 ~ 1975년 5월 26일  | 서울시 경찰국장                       |
| 29대 | 손달용                                | 1975년 5월 26일 ~ 1978년 12월 26일 | 서울시 경찰국장                       |
| 30대 | 이순구                                | 1978년 12월 26일 ~ 1980년 1월 14일 | 서울시 경찰국장                       |
| 31대 | 염보현                                | 1980년 1월 14일 ~ 1980년 5월 26일  | 서울시 경찰국장                       |
| 32대 | 유흥수                                | 1980년 5월 26일 ~ 1980년 9월 9일   | 서울시 경찰국장                       |
| 33대 | 박종관                                | 1980년 9월 9일 ~ 1981년 3월 9일    | 서울시 경찰국장                       |
| 34대 | 박재식                                | 1981년 3월 9일 ~ 1982년 1월 5일    | 서울시 경찰국장                       |
| 35대 | 이해구                                | 1982년 1월 5일 ~ 1983년 4월 7일    | 서울시 경찰국장                       |
| 36대 | 박배근                                | 1983년 4월 7일 ~ 1984년 10월 10일  | 서울시 경찰국장                       |
| 37대 | 강민창                                | 1984년 10월 10일 ~ 1986년 1월 10일 | 서울시 경찰국장                       |
| 38대 | 이영창                                | 1986년 1월 10일 ~ 1987년 1월 22일  | 서울시 경찰국장                       |
| 39대 | 권복경                                | 1987년 1월 22일 ~ 1987년 5월 27일  | 서울시 경찰국장                       |
| 40대 | 조종석                                | 1987년 5월 27일 ~ 1988년 5월 20일  | 서울시 경찰국장                       |
| 41대 | 김우현                                | 1988년 5월 20일 ~ 1989년 5월 4일   |                                       |
| 42대 | 이종국                                | 1989년 5월 4일 ~ 1990년 6월 22일   |                                       |
| 43대 | 김원환                                | 1990년 6월 23일 ~ 1991년 7월 31일  |                                       |

| 대수 | 이름   | 임기                                | 비고           |
| ---- | ------ | ----------------------------------- | -------------- |
| 1대  | 이인섭 | 1991년 8월 1일 ~ 1992년 7월 15일    | 서울시경찰청장 |
| 2대  | 김효은 | 1992년 7월 15일 ~ 1993년 3월 4일    |                |
| 3대  | 여관구 | 1993년 3월 4일 ~ 1993년 9월 21일    |                |
| 4대  | 이기태 | 1993년 9월 21일 ~ 1994년 7월 29일   |                |
| 5대  | 박일용 | 1994년 7월 19일 ~ 1994년 12월 26일  |                |
| 6대  | 안병욱 | 1994년 12월 27일 ~ 1995년 12월 11일 |                |
| 7대  | 황용하 | 1995년 12월 12일 ~ 1996년 12월 20일 |                |
| 8대  | 이필우 | 1996년 12월 23일 ~ 1998년 3월 14일  |                |
| 9대  | 김광식 | 1998년 3월 15일 ~ 1999년 1월 11일   |                |
| 10대 | 이무영 | 1999년 1월 12일 ~ 1999년 11월 15일  |                |
| 11대 | 윤웅섭 | 1999년 7월 19일 ~ 2000년 12월 6일   |                |
| 12대 | 박금성 | 2000년 12월 7일 ~ 2000년 12월 9일   |                |
| 13대 | 이팔호 | 2000년 12월 12일 ~ 2001년 11월 9일  |                |
| 14대 | 이대길 | 2001 11월 12일 ~ 2003년 3월 28일    |                |
| 15대 | 이근표 | 2003년 3월 29일 ~ 2004년 1월 12일   |                |
| 16대 | 허준영 | 2004년 1월 12일 ~ 2005년 1월 19일   |                |
| 17대 | 이기묵 | 2005년 1월 21일 ~ 2005년 12월 30일  |                |
| 18대 | 한진호 | 2006년 2월 15일 ~ 2006년 11월 27일  |                |
| 19대 | 홍영기 | 2006년 12월 14일 ~ 2007년 5월 25일  |                |
| 20대 | 어청수 | 2007년 6월 1일 ~ 2008년 2월 21일    |                |
| 21대 | 한진희 | 2008년 3월 7일 ~ 2008년 7월 24일    |                |
| 22대 | 김석기 | 2008년 7월 24일 ~ 2009년 2월 12일   |                |
| 23대 | 주상용 | 2009년 2월 13일 ~ 2010년 1월 7일    |                |
| 24대 | 조현오 | 2010년 1월 8일 ~ 2010년 8월 30일    |                |
| 25대 | 이성규 | 2010년 9월 8일 ~ 2011년 11월 10일   |                |
| 26대 | 이강덕 | 2011년 11월 11일 ~ 2012년 5월 8일   |                |
| 27대 | 김용판 | 2012 5월 10일 ~ 2013년 4월 1일      |                |
| 28대 | 김정석 | 2013년 4월 2일 ~ 2013년 12월 9일    |                |
| 29대 | 강신명 | 2013년 12월 10일 ~ 2014년 8월 22일  |                |
| 30대 | 구은수 | 2014년 9월 12일 ~ 2015년 12월 28일  |                |
| 31대 | 이상원 | 2015년 12월 28일 ~ 2016년 9월 23일  |                |
| 32대 | 김정훈 | 2016년 9월 24일 ~ 2017년 12월 11일  |                |
| 33대 | 이주민 | 2017년 12월 12일 ~ 2018년 12월 3일  |                |
| 34대 | 원경환 | 2018년 12월 4일 ~ 2019년 7월 4일    |                |
| 35대 | 이용표 | 2019년 7월 4일 ~ 2020년 8월 7일     |                |
| 36대 | 장하연 | 2020년 8월 7일 ~ 2021년 7월 8일     |                |
| 37대 | 최관호 | 2021년 7월 9일 ~ 2022년 6월 9일     |                |
| 38대 | 김광호 | 2022년 6월 10일 ~ 2024년 1월 26일   |                |
| 39대 | 조지호 | 2024년 1월 27일 ~ 2024년 8월 9일    |                |
| 40대 | 김봉식 | 2024년 8월 16일 ~ 2024년 12월 27일  | [ 4 ]          |
| 41대 | 박현수 | 2025년 2월 10일 ~                   |                |